# Clemens Wickler
Pour les articles homonymes, voir Wickler.
Clemens Wickler est un joueur allemand de beach-volley né le 28 avril 1995 à Starnberg, en Bavière. Il a remporté avec Nils Ehlers la médaille d'argent du tournoi masculin aux Jeux olympiques d'été de 2024, organisés à Paris.